# 歐登堡的迪特里希
歐登堡的迪特里希（德語：Dietrich von Oldenburg，約1390年—1440年2月14日），歐登堡伯爵，1403年至1440年在位。

## 家庭
1423年，迪特里希與霍爾斯坦的海爾薇格結婚，兩人共有3子1女：
1. 克里斯蒂安（1426年—1481年）
2. 莫里斯（1428年—1464年）
3. 格哈德（英语：Gerhard VI, Count of Oldenburg）（1430年—1500年）
4. 阿德海德（1425年—1475年）